# Histoire économique du Portugal
 (juin 2023).
L'histoire économique du Portugal est, du XVe siècle à 1974, fortement liée à son histoire coloniale et aux matières premières qui y sont cultivées ou extraites. Au XVIIe siècle, la forte concurrence des Hollandais, des Anglais et des Français affaiblissent le Portugal qui devient économiquement dépendant de ses colonies, en premier l'Inde puis le Brésil. Le traité de Methuen signé en 1703 avec les britanniques se révèle être un accord économique désavantageux pour le Portugal, qui détériore sa balance commerciale. Au début du XIXe siècle, un nouveau traité économique imposé par les britanniques, suivi de l'indépendance du Brésil, entraîne un déclin économique du pays. Dans les années 1960, le Portugal connaît une forte croissance, avec une diversification de sa production. En 1974, la révolution des Œillets y met un coup d'arrêt et entame un cycle de récession économique.

## Période coloniale
Durant la période de l'Empire colonial portugais, qui débute au XVe siècle et dure jusqu'à la Révolution des Œillets en 1974, l'économie du Portugal est centrée sur le commerce et sur l'extraction des matières premières dans ses possessions coloniales, principalement en Asie (épices, soie, teintures, porcelaine et gemmes), en Afrique (ivoire, bois de construction, huile et diamants) et en Amérique du Sud (canne à sucre, teintures, bois et or).

### XVIIesiècle
Tout au long du XVIIe siècle, les attaques croissantes et l'encerclement des comptoirs commerciaux portugais à l'Est par les Hollandais, les Anglais et les Français et leurs intrusions rapidement croissantes dans la traite négrière atlantique, compromettent le quasi-monopole du Portugal sur le marché océanique lucratif des épices et de la traite des esclaves. Le royaume entame un long déclin. Dans une moindre mesure, le détournement de la richesse provenant du Portugal par la monarchie des Hasbourg pour aider les catholiques de la Guerre de Trente Ans et de la lutte contre les Hollandais, a également contribué à l'affaiblissement de la position financière du Portugal. Ces événements et ceux qui ont eu lieu à la fin de la dynastie des Aviz et de la période de l'Union ibérique, ont conduit le Portugal à un état de dépendance à l'égard de ses colonies, en premier lieu, l'Inde puis le Brésil. Ce transfert de dépendance de l'Inde au Brésil est une conséquence de la montée des empires hollandais et britannique qui se sont développés à partir de leurs colonies de l'est.

### Traité de Methuen de 1703
Le Traité de Methuen est signé à Lisbonne le 27 décembre 1703 entre l'Angleterre et le Portugal. Ce traité commercial prévoit que l'Angleterre peut exporter librement son textile vers le Portugal et ses colonies, le Portugal pouvant quant à lui exporter son vin vers l'Angleterre. Le nom du traité vient de l'homme politique anglais John Methuen, l'ambassadeur au Portugal qui négocie ce traité.
Ce traité se révèle particulièrement avantageux pour les Anglais, en lui offrant un débouché pour sa production industrielle. En parallèle, le vin de Porto, un tiers moins cher que le vin français, connaît un boom de production. Aujourd'hui encore[Quand ?] beaucoup de maisons de Porto sont aux mains de propriétaires Anglais.
Dans les années qui suivent l'application du traité, on constate une détérioration de la balance commerciale du Portugal (compensée par des achats d’or à l’Angleterre), et un boom économique de l’Angleterre. Cette dernière devient une puissance mondiale, au détriment du Portugal, perdant du libre-échange.

### Traité de commerce de Rio de Janeiro de 1810
L'échec de Napoléon contribue à renforcer la vassalité du Portugal envers l'Angleterre : en 1810, les Anglais lui imposent un nouveau traité de commerce, signé à Rio de Janeiro, qui porta un coup fatal à l'économie du Portugal, ravagé par la guerre. En outre, les britanniques gouvernent le pays jusqu'en 1820, par le biais du maréchal Béresford. En 1822, la colonie portugaise du Brésil devient un État indépendant. Le Portugal connaît un déclin économique sensible après la perte du plus beau fleuron de son empire colonial.

### Avant 1974
Jusqu'en 1974, le Portugal parvient à préserver ses colonies en Afrique, dont l'Angola et le Mozambique. Ces territoires bénéficient de taux élevés de croissance économique et de niveaux inégalés de développement jusqu'au départ des Portugais.
Durant la dernière décennie, la période pré-révolutionnaire est caractérisée par un fort taux de croissance du PIB (+6,9 % par an, +120 % entre 1961 et 1973), de la production industrielle (+9 % par an), de la consommation des ménages (+6,5 % par an), et de la formation de capital brut fixe (+7,8 % par an). Le taux de croissance des exportations portugaises durant la période de 1959 à 1973 est de 11 % par année.
En 1960, les exportations sont principalement dues à quelques produits : les conserves de poisson, le liège brut ou manufacturé, les textiles de coton et le vin. Par contraste, au début des années 1970 (avant le coup d'État de 1974), la liste des produits exportés par le Portugal reflète une diversité significative de produits, comprenant à la fois des biens d'équipement et de consommation. Quelques branches de l'industrie portugaise s'orientent vers l'exportation, et en 1973, plus d'un cinquième des produits manufacturés portugais sont exportés.

### Révolution des Œillets de 1974
La période consécutive à la Révolution des Œillets est caractérisée par des troubles et une récession économique, liés à la nationalisation des industries et à la séparation du Portugal de ses anciens territoires. L'industrie lourde s'arrête brusquement. Tous les secteurs économiques de la manufacture, de l'exploitation minière, de la chimie, de la défense, de la finance, de l'agriculture et de la pêche sont en chute libre. Le Portugal, qui était alors le pays à la plus forte croissance économique en Europe de l'Ouest, devint le pays à la plus faible croissance économique, d'ici de plusieurs années de décroissance. Cela est amplifié par une émigration massive de travailleurs expérimentés et d'entrepreneurs à cause de l'intimidation politique, et par les coûts de logement dus à l'arrivée au Portugal de milliers de réfugiés des anciennes provinces d'outremer d'Afrique - les retornados.